# Hyposoter vierecki
Hyposoter vierecki là một loài tò vò trong họ Ichneumonidae.